# Echenais bolena
Echenais bolena är en fjärilsart som beskrevs av Butler 1867. Echenais bolena ingår i släktet Echenais och familjen Riodinidae. Inga underarter finns listade i Catalogue of Life.